# Schwedische Badmintonmeisterschaft 1954
Die Schwedische Badmintonmeisterschaft 1954 fand in Malmö statt. Es war die 18. Austragung der nationalen Titelkämpfe im Badminton in Schweden.

## Titelträger
| Disziplin    | Sieger                            |
| ------------ | --------------------------------- |
| Herreneinzel | Leif Ekedahl Göteborgs BK         |
| Dameneinzel  | Ulla-Britt Schelin ÖIS            |
| Herrendoppel | Nils Jonson Stellan Mohlin AIK    |
| Damendoppel  | Ingrid Dahlberg Thyra Hedvall SBK |
| Mixed        | Knut Malmgren Elsy Killick MAI    |